# スティーブン・ヒー
スティーブン・ヒー・オバーン（Steven He O'Byrne、1996年12月31日 - ）は、中国系アイルランド人の俳優、コメディアン。

## バイオグラフィー
1996年12月31日深圳市生まれ。 8歳のとき、彼は家族とともにアイルランドのリムリックに移住した。 17歳でリージェンツ大学ロンドン校に通うためにロンドンに移り、その後演技学校に通うために再びアメリカに移った。 現在、彼はアメリカ合衆国のニューヨークに住んでいる。

## 主な出演作品
- スキーマーズ (2019)
- ずさんな (2020)
- オークワフィナはクイーンズのノラ（英語版）（2020）
- ダイナソーワールド (2020)
- ハローグッバイ (2021)
- ブライドメイドに裏切られて (2022)
- ジノルモ (2023)